# Thecla caranus
Thecla caranus är en fjärilsart som beskrevs av Pieter Cramer 1780. Thecla caranus ingår i släktet Thecla och familjen juvelvingar. Inga underarter finns listade i Catalogue of Life.